# Gábor Ocskay
Temple de la renommée de l'IIHF : 2016
Temple de la renommée hongrois : 2011
Gábor Ocskay (né le 11 septembre 1975 à Budapest en Hongrie — mort le 25 mars 2009 à Budapest) est un joueur de hockey sur glace hongrois.

## Carrière de joueur
En 1993, il commença sa carrière dans le club de Alba Volán Székesfehérvár. En 2007, son équipe intégra l'EBEL, l'élite autrichienne. Il était l'un des meilleurs joueurs hongrois. Depuis le début de sa carrière, il formait une paire prolifique avec l'ailier droit Krisztián Palkovics.
Le 25 mars 2009, il décède d'une crise cardiaque. Quelques jours après avoir décroché un dernier titre national avec Volan portant son total à neuf.

## Carrière internationale
À partir de 1993, il est devenu membre de l'Équipe de Hongrie de hockey sur glace dont il était un élément incontournable. En 2008, il est l'un des artisans de la montée de la Hongrie en élite. Il comptait 187 sélections.

## Trophées et honneurs personnels
Borsodi Liga
- 1993-1994 : élu joueur le plus habile.
- 1993-1994 : élu meilleur attaquant.
- 1994-1995 : meilleur pointeur.
- 1997-1998 : meilleur pointeur.
- 1996-1997 : élu joueur le plus habile.
- 1998-1999 : meilleur pointeur.
- 2006-2007 : élu meilleur attaquant.

EBEL
- 2007-2008 : Sélectionné dans l'équipe des meilleurs étrangers pour le Match des étoiles.

Championnat d'Europe junior de hockey sur glace
- 1993: meilleur pointeur du groupe C.

Qualification olympique
- Novembre 2008 : termine meilleur pointeur du groupe C ex æquo avec Balázs Ladányi (7 points).
- Novembre 2008 : meilleur assistant du groupe C ex æquo avec Balázs Ladányi (5 assistances).

## Statistiques
Pour les significations des abréviations, voir Statistiques du hockey sur glace.
| Saison    | Équipe                    | Ligue        |    | Saison régulière | Saison régulière | Saison régulière | Saison régulière | Saison régulière |   | Séries éliminatoires | Séries éliminatoires | Séries éliminatoires | Séries éliminatoires | Séries éliminatoires |
| Saison    | Équipe                    | Ligue        | PJ | B                | A                | Pts              | Pun              | PJ               | B | A                    | Pts                  | Pun                  |                      |                      |
| 1993-1994 | Alba Volan Székesfehérvár | Borsodi Liga | 20 | 9                | 17               | 26               |                  |                  |   |                      |                      |                      |                      |                      |
| 1994-1995 | Alba Volan Székesfehérvár | Borsodi Liga | 23 | 19               | 27               | 46               |                  |                  |   |                      |                      |                      |                      |                      |
| 1995-1996 | Alba Volan Székesfehérvár | Borsodi Liga | 25 | 22               | 22               | 44               |                  |                  |   |                      |                      |                      |                      |                      |
| 1996-1997 | Alba Volan Székesfehérvár | Borsodi Liga | 28 | 20               | 37               | 27               |                  |                  |   |                      |                      |                      |                      |                      |
| 1997-1998 | Alba Volan Székesfehérvár | Borsodi Liga | 21 | 24               | 20               | 44               |                  |                  |   |                      |                      |                      |                      |                      |
| 1998-1999 | Alba Volan Székesfehérvár | Borsodi Liga | 25 | 22               | 22               | 44               |                  |                  |   |                      |                      |                      |                      |                      |
| 1999-2000 | Alba Volan Székesfehérvár | Interliga    | 28 | 18               | 25               | 43               | 18               |                  |   |                      |                      |                      |                      |                      |
| 1999-2000 | Alba Volan Székesfehérvár | Borsodi Liga | 15 | 14               | 14               | 28               |                  |                  |   |                      |                      |                      |                      |                      |
| 2000-2001 | Alba Volan Székesfehérvár | Interliga    | 16 | 18               | 21               | 39               | 20               | 4                | 5 | 1                    | 6                    |                      |                      |                      |
| 2000-2001 | Alba Volan Székesfehérvár | Borsodi Liga | 15 | 14               | 19               | 33               | 12               |                  |   |                      |                      |                      |                      |                      |
| 2001-2002 | Alba Volan Székesfehérvár | Interliga    | 15 | 13               | 20               | 33               | 14               |                  |   |                      |                      |                      |                      |                      |
| 2001-2002 | Alba Volan Székesfehérvár | Borsodi Liga | 7  | 6                | 4                | 10               | 4                |                  |   |                      |                      |                      |                      |                      |
| 2002-2003 | Alba Volan Székesfehérvár | Interliga    | 12 | 8                | 5                | 13               | 6                |                  |   |                      |                      |                      |                      |                      |
| 2002-2003 | Alba Volan Székesfehérvár | Borsodi Liga | 12 | 6                | 18               | 24               | 16               |                  |   |                      |                      |                      |                      |                      |
| 2003-2004 | Alba Volan Székesfehérvár | Interliga    | 20 | 7                | 18               | 25               | 37               |                  |   |                      |                      |                      |                      |                      |
| 2003-2004 | Alba Volan Székesfehérvár | Borsodi Liga | 18 | 14               | 18               | 32               | 33               |                  |   |                      |                      |                      |                      |                      |
| 2004-2005 | Alba Volan Székesfehérvár | Interliga    | 2  | 1                | 1                | 2                | 0                |                  |   |                      |                      |                      |                      |                      |
| 2004-2005 | Alba Volan Székesfehérvár | Borsodi Liga | 3  | 1                | 2                | 3                | 0                |                  |   |                      |                      |                      |                      |                      |
| 2005-2006 | Alba Volan Székesfehérvár | Borsodi Liga | 10 | 7                | 8                | 15               | 12               | 8                | 7 | 8                    | 15                   | 12                   |                      |                      |
| 2005-2006 | Alba Volan Székesfehérvár | Interliga    | 24 | 9                | 24               | 33               | 20               | 8                | 2 | 5                    | 7                    | 16                   |                      |                      |
| 2006-2007 | Alba Volan Székesfehérvár | Borsodi Liga | 19 | 17               | 23               | 40               | 20               |                  |   |                      |                      |                      |                      |                      |
| 2006-2007 | Alba Volan Székesfehérvár | Interliga    | 24 | 9                | 23               | 32               | 20               |                  |   |                      |                      |                      |                      |                      |
| 2007-2008 | Alba Volán Székesfehérvár | EBEL         | 41 | 8                | 21               | 29               | 14               |                  |   |                      |                      |                      |                      |                      |
| 2007-2008 | Alba Volán Székesfehérvár | Borsodi Liga | 4  | 1                | 2                | 3                | 6                | 9                | 8 | 10                   | 18                   | 8                    |                      |                      |
| 2008-2009 | Alba Volán Székesfehérvár | EBEL         | 53 | 19               | 24               | 43               | 42               |                  |   |                      |                      |                      |                      |                      |
| 2008-2009 | Alba Volán Székesfehérvár | Borsodi Liga |    |                  |                  |                  |                  | 5                | 2 | 9                    | 11                   |                      |                      |                      |